# 杨约翰

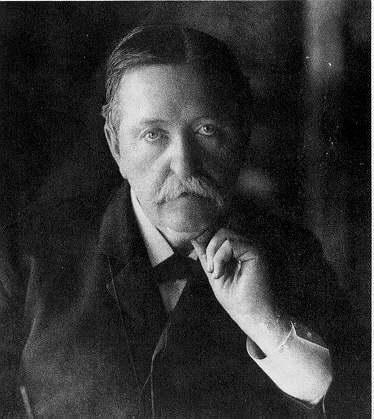
杨约翰

杨约翰，又译约翰·拉塞尔·杨恩（John Russell Young，1840年11月20日—1899年1月17日），美国记者、作家、外交官、第七任美国国会图书馆馆长（1897年-1899年）。

## 生平
杨约翰出生于爱尔兰蒂龙郡，但幼时就随父母移居到费城。在15岁那年他以校对员的身份加入了出版业。作为《费城报》的记者，他因对布尔朗战役的报道而声名鹤起，1862年他就成为了《费城报》与另一家报纸的总编辑。
1865年他搬到了纽约。他开始为霍勒斯·格里利的《纽约论坛报》撰写文章，并成为了该报的总编辑。同时，他也开始为政府工作，曾代表美国国务院和美国财政部前往欧洲。1872年，他加入《纽约先驱报》（New York Herald》并从欧洲发回报道。
杨约翰后受邀加入了尤利塞斯·S·格兰特总统1877年到1879年的环球旅行，这段旅程也记入了他所写的书《与格兰特将军环球旅行》（Around the World with General Grant）中。他在旅程中的表现受到格兰特的赏识，特别是在中国他与李鸿章建立起了友谊。格兰特向切斯特·艾伦·阿瑟总统引荐杨约翰，他也因此受命于1882年成为美国驻华公使。在这段任职期间，他为美中关系和法中关系的稳定起到了重要作用。
1885年，他继续回到欧洲为《纽约先驱报》工作。1890年他回到费城。1897年威廉·麦金莱总统委任他为国会图书馆馆长，他也是第一个由国会任命的国会图书馆馆长。在他的任期中，国会图书馆从原先在美国国会大厦的办公地点搬到了他们自己的新建筑物中（主要由他的前任史邦福达成）。史邦福作为杨约翰手下的馆长总助理。杨约翰在此职位上任职直至去世。
他的兄弟是国会众议院议员詹姆斯·兰金·杨恩。